# Twaalf Imams
De twaalf imams waren de nakomelingen van de islamitische profeet Mohammed via zijn dochter Fatima en zijn neefje en schoonzoon Imam Ali (de eerste imam). Ze worden gezien als de spirituele en politieke opvolgers van de laatste profeet Mohammed door aanhangers van het (Twaalver) sjiisme, alevitisme en bektashisme. Ook in het soefisme spelen ze een centrale rol, omdat elke spirituele stamboom of ketting (silsilah) van alle bestaande soefi-orden altijd wel teruggaat tot een van de twaalf imams, de spirituele hoofden van de islam. Om deze reden wordt Ali ibn Abu Talib ook wel de vader van het soefisme genoemd.
De twaalf imams worden als onfeilbare menselijke individuen gezien, die niet alleen met gerechtigheid over de gemeenschap konden heersen, maar ook in staat waren om de ware sharia en esoterische betekenis van de Koran te interpreteren. De woorden en daden van Mohammed en de twaalf imams worden als voorbeeld gezien voor de gemeenschap om te volgen. Zowel sjiieten als alevieten baseren dit op verschillende overleveringen en geloven erin dat de twaalf imams werden voorspeld in de Hadith van de Twaalf Opvolgers. Ook de 'Hadith of the two weighty things' en de 'Hadith of ghadir khumm' wordt hieraan gelinkt omdat de twaalf imams van de Ahl al-Bayt stammen, bestaande uit Mohammed, Fatima, Ali, Hassan en Hussein.
Een voorbeeld van een van de hadith:
Sheikh Sulayman Balkhi Hanafi overlevert in zijn Yanabiu'l-Mawadda, hoofdstuk 76, die het overlevert van Fara'idu's-Simtain van Hamwaini, die het overlevert van Mujahid, die het overlevert van Ibn Abbas: dat een Joodse man genaamd Na'thal naar Mohammed kwam en hem vragen stelde over Tawhied (Eenheid van God). Mohammed beantwoordde zijn vragen en de Joodse man omarmde de Islam. Vervolgens vroeg hij: "O Heilige Profeet, elke profeet had een wasi (een aangewezen opvolger). Onze profeet, Moses bin Imran, wenste voor Yusha bin Nun. Vertel mij alstublieft, wie is uw wasi?" De Heilige Profeet zei: "Mijn wasi is Ali bin Abi Talib; na hem zijn Hasan, en Hoessein en na hen zijn er negen Imams, die de opvolgers en nakomelingen van Hoessein zijn."
Binnen het sjiisme en het alevitisme worden Mohammed, zijn dochter Fatima en de twaalf imams samen ook wel de Veertien Onfeilbaren (Turks: On Dört Masum) genoemd.
De Twaalf Imams komen ook voor in het boek Mystical Dimensions of Islam, door Annemarie Schimmel.

## Lijst van de twaalf imams
| Nummer | Moderne (kalligrafische) afbeelding | Naam (volledig/Kunya)                                          | Titel (Arabisch/Turks)                                                                | Geboortedatum Sterfdatum (CE/AH) | Korte biografie | Geboorteplaats                                   | Doodsoorzaak en laatste rustplaats |
| ------ | ----------------------------------- | -------------------------------------------------------------- | ------------------------------------------------------------------------------------- | -------------------------------- | --- | ------------------------------------------------ | --- |
| 1      |                                     | Ali ibn Aboe Talib علي بن أبي طالب Abu al-Hasan أبو الحسن      | Amir al-Mu'minin (Leider van de Gelovigen) al-Mūrtadhā (De Geliefde) Birinci Ali      | 600–661 23 (voor de hidjra)–40   | De eerste imam en de rechtvaardige opvolger van Mohammed van alle sjiieten en alevieten; soennieten zien hem als de vierde rechtgeleide kalief. Hij heeft een hoge positie in bijna alle soefi-orden; de leden van deze orden zien Ali als belangrijkste bron en deur naar de leer van Mohammed.                                                        | Mekka, Saoedi-Arabië                             | Vermoord door Abd-al-Rahman ibn Muljam, een Kharidjiet uit Kufa, die hem op het hoofd raakte met een vergiftigd zwaard. Volgens sjiieten begraven bij de Imam Alimoskee in Najaf, Irak.  |
| 2      |                                     | Hasan ibn Ali حسن بن علي Abu Muhammad أبو محمد                 | al-Mūjtabā (De Gekozene) İkinci Ali                                                   | 624–670 3–50                     | Hij was de oudste overlevende kleinzoon van Mohammed, via de dochter van Mohammed Fatima Zahra. Hasan volgde zijn vader Ali op als kalief in Kufa, en probeerde een wapenstilstand aan te gaan met Moe'awija I, zijn tijd als kalief zou slechts zeven maanden geduurd hebben.                                                                          | Medina, Saoedi-Arabië                            | Vergiftigd door zijn vrouw in Medina, Saoedi-Arabië op bevel van Omajjaden kalief Moe'awija I. Begraven in Jannatul Baqi, Medina, Saoedi-Arabië.                                         |
| 3      | Shite imam                          | Husayn ibn Ali حسین بن علي Abu Abdillah أبو عبدالله            | Sayyid ash-Shuhada (Meester van de martelaren) Üçüncü Ali                             | 626–680 4–61                     | Hij was de kleinzoon van Mohammed en de jongere broer van Hasan ibn Ali. Huseyn kwam in opstand tegen de Omajjaden-kalief Yazid I, zoon van Moe'awija I. Als gevolg daarvan werd hij met zijn volgers en familieleden afgeslacht bij de Slag bij Karbala. Om dit incident wordt jaarlijks gerouwd door sjiieten en alevieten tijdens de maand muharram. | Medina, Saoedi-Arabië                            | Werd onthoofd bij de Slag bij Karbala. Begraven bij de Imam Hoesseinmoskee in Karbala, Irak.                                                                                             |
| 4      | Shite imam                          | Ali ibn Husayn علي بن الحسین Abu Muhammad أبو محمد             | al-Sajjad, Zayn al-'Abidin, Zeynel Abidin (De constant aanbiddende) Dördüncü Ali      | 658/9 – 712 38–95                | Auteur van gebeden in Sahifa al-Sajjadiyya, ook wel bekend als "De Psalmen van de Ahlalbayt." | Medina, Saoedi-Arabië                            | Volgens sjiieten vergiftigd onder opdracht van kalief al-Walid I in Medina, Saoedi-Arabië. Begraven in Jannatul Baqi, Medina, Saoedi-Arabië.                                             |
| 5      |                                     | Muhammad ibn Ali محمد بن علي Abu Ja'far أبو جعفر               | Baqir al-Ulum, Muhammed Bakir (De onthuller van kennis) Beşinci Ali                   | 677–732 57–114                   | Zowel soennitische als sjiitische bronnen beschrijven hem als een van de eerste en prominentste 'faqih'-geleerden, die veel studenten onderwees. | Medina, Saoedi-Arabië                            | Volgens sjiieten vergiftigd door Ibrahim ibn Walid ibn 'Abdallah in Medina, Saoedi-Arabië op bevel van kalief Hisham ibn Abd al-Malik. Begraven in Jannatul Baqi, Medina, Saoedi-Arabië. |
| 6      |                                     | Ja'far ibn Muhammad جعفر بن محمد Abu Abdillah أبو عبدالله      | as-Sadiq, Cafer-i Sadik (De Eerlijke) Altıncı Ali                                     | 702–765 83–148                   | Stelde de Jafari-jurisprudentie vast en was ook theoloog. Hij instrueerde veel leerlingen op verschillende gebieden, onder wie ook Abu Hanifa en Malik ibn Anas in fikh (islamitische jurisprudentie), Wasil ibn Ata en Hisham ibn Hakam in islamitische theologie en Geber in wetenschap en alchemie.                                                  | Medina, Saoedi-Arabië                            | Volgens sjiitische bronnen vergiftigd in Medina op bevel van kalief Al-Mansur. Begraven in Jannatul Baqi, Medina, Saoedi-Arabië.                                                         |
| 7      |                                     | Musa ibn Ja'far موسی بن جعفر Abu al-Hasan I أبو الحسن الاول    | al-Kazim, Musa-i Kâzim (De Kalme") Yedinci Ali                                        | 744–799 128–183                  | Leider van de Shi'a-gemeenschap tijdens de splitsing van de isma'ilieten en andere vertakkingen na de dood van de vorige imam, zijn vader Jafer Sadiq. Heeft een hoge positie onder de mahdavia; de volgers van deze orde volgen de leer van Mohammed via hem.                                                                                          | Medina, Saoedi-Arabië                            | Gevangen gehouden en vergiftigd in Bagdad, Irak, op bevel van kalief Haroen ar-Rashid. Begraven in de Al-Kadhimiya-moskee in Bagdad, Irak.                                               |
| 8      |                                     | Ali ibn Musa علي بن موسیAbu al-Hasan II أبو الحسن الثانی       | ar-Rida, Reza, Ali Riza (De Aangename) Sekizinci Ali                                  | 765–817 148–203                  | Tot kroonprins benoemd door kalief Al-Ma'mun en bekend om zijn debatten met moslim- en niet-moslimgeleerden. | Medina, Saoedi-Arabië                            | Vergiftigd in Mashhad, Iran op bevel van kalief Al-Ma'mun. Begraven bij de Imam Reza-moskee in Mashhad, Iran.                                                                            |
| 9      | Shite imam                          | Muhammad ibn Ali محمد بن علي Abu Ja'far أبو جعفر               | al-Taqi, al-Jawad, Muhammed Taki (De Godvrezende, De Gulle) Dokuzuncu Ali             | 810–835 195–220                  | Stond bekend om zijn gulheid en toewijding terwijl hij vervolgd werd door de Abbassiden. | Medina, Saoedi-Arabië                            | Vergiftigd door zijn vrouw, de dochter van Al-Ma'mun, in Bagdad, Irak op bevel van kalief Al-Mu'tasim, volgens Shi'a bronnen. Begraven in de Al-Kadhimiya-moskee in Bagdad, Irak.        |
| 10     | Shite imam                          | Ali ibn Muhammad علي بن محمد Abu al-Hasan III أبو الحسن الثالث | al-Hadi, al-Naqi, Ali Naki (De Gids, De Pure) Onuncu Ali                              | 827–868 212–254                  | Versterkte de netwerken in de Shi'a-gemeenschap. Hij stuurde ze instructies en kreeg in ruil financiële steun van de gelovigen en religieuze volgers. | Surayya, een dorp vlak bij Medina, Saoedi-Arabië | Volgens sjiieten vergiftigd in Samarra, Irak op bevel van kalief Al-Mu'tazz. Begraven in de Gouden Moskee in Samarra, Irak.                                                              |
| 11     |                                     | Hasan ibn Ali الحسن بن علي Abu Muhammad أبو محمد               | al-Askari, Hasan-ül Askeri (De bewoner van een garnizoen) Onbirinci Ali               | 846–874 232–260                  | Voor een groot deel van zijn leven legde de Abbasidenkalief Al-Mu'tamid hem verboden op na de dood van zijn vader. Onderdrukking van de sjiitische bevolking was groot in die tijd vanwege de grote omvang en groeiende macht. | Medina, Saoedi-Arabië                            | Volgens sjiieten vergiftigd op bevel van kalief Al-Mu'tamid in Samarra, Irak. Begraven bij de Gouden Moskee in Samarra, Irak.                                                            |
| 12     |                                     | Muhammad ibn al-Hasan محمد بن الحسن Abu al-Qasim أبو القاسم    | al-Mahdi, de Verborgen Imam, al-Hujjah, Mehdi (De Begeleide, Het Bewijs) Onikinci Ali | 868–onbekend 255–onbekend        | Volgens sjiieten en alevieten is hij een historische persoon die echt heeft bestaan en de imam van deze tijd en de beloofde Mahdi, een 'messiasfiguur' die samen met Jezus Christus zal terugkeren. Hij zal eenheid brengen binnen de islam en zal weer vrede en gerechtigheid brengen in de wereld.                                                    | Samarra, Irak                                    | Volgens sjiieten en alevieten leeft hij in 'verborgenheid' sinds 872, wat zo zal blijven zolang God het wil.                                                                             |